# 조지 비델 에어리
조지 비델 에어리 경(Sir George Biddell Airy, KCB, PRS, 1801년 7월 27일~1892년 1월 2일)은 영국의 천문학자이자 지구물리학자이다. 케임브리지 대학교에서 수학하였다. 자오선 관측체계를 정비하고 달에 관한 수치이론을 발전시켰으며, 진자를 이용한 중력측정으로 지구밀도를 추정했다. 또한 지각이 맨틀 위에 평형을 이루며 떠 있다는 지각평형설을 제안한 것으로도 유명하다. 에어리의 설은 높이 솟은 지형일수록 평균밀도가 작고, 그러한 윗부분과 대칭되는 뿌리 밑부분이 지구 하부에 깊숙이 박혀 있어 전체적으로 밀도의 평형을 이룬다고 주장했다.

## 서훈
- 1872년 바스 훈장 2등급(KCB, 작위급 훈장)

## 참고 자료
- 이 문서에는 다음커뮤니케이션(현 카카오)에서 GFDL 또는 CC-SA 라이선스로 배포한 글로벌 세계대백과사전의 내용을 기초로 작성된 글이 포함되어 있습니다.